# Brooks Richards
Pour les articles homonymes, voir Richards.
Brooks Richards (Southampton, 18 juillet 1918 - Dorchester, 13 septembre 2002) est un diplomate britannique qui, pendant la Seconde Guerre mondiale, s'illustra, d'abord dans la Navy, puis au sein du Special Operations Executive où il fut, avec Gerry Holdsworth, l'un des créateurs et des animateurs de la flottille « privée » du service sur le fleuve côtier Helford en Cornouailles, dès la fin de 1940, et plus tard, en Afrique du Nord, le long de la côte tunisienne, où il commanda le Minna et s'empara du phare de Cap Serrat, le 2 décembre 1942. 
En octobre 1943, il fut placé à la tête de AMF, la section française de « Massingham », antenne du SOE en Algérie. Après la guerre, il mena une brillante carrière diplomatique.

## Biographie
Francis Brooks Richards est né le 18 juillet 1918 à Southampton.
Volontaire en 1939 pour servir dans la marine de guerre britannique comme officier de réserve Royal Navy Volunteer Reserve), Brooks Richards, commandant d'un dragueur de mines puis commandant d'une flottille de vedettes lance-torpilles, organise, dès le début de la Seconde Guerre mondiale, des traversées clandestines et périlleuses d'agents secrets britanniques à travers la Manche, en direction des côtes françaises, et en Méditerranée, à destination de la Tunisie. Il y gagne sa première Distinguished Service Cross. 
Il est engagé par le SOE en 1941. À la fin de l'année 1942, il est à Alger quand l'amiral Darlan s'y trouve au moment du débarquement allié. Il rencontre plusieurs fois Fernand Bonnier de La Chapelle avant que celui-ci n'assassine Darlan. Brooks Richards niera toujours que Bonnier de la Chapelle, qui fréquentait les cercles royalistes, ait travaillé pour le Special Operations Executive.
En mai 1943, après la libération de Tunis, le capitaine de frégate Brooks Richards est chef de la section F à Alger : il dirige les agents du SOE qui sont envoyés en mission par parachutage ou par débarquement nocturne sur des plages. Il a rendu compte de cette période dans son livre Secret Flotillas. En octobre, il est placé à la tête de AMF, la section française de « Massingham », antenne du SOE en Algérie. Il reçoit une deuxième DSC pour ses actions pendant la campagne de Tunisie
À l'automne 1944, il sert auprès de Duff Cooper, le ministre-résident chargé de rouvrir l'ambassade britannique à Paris et devient réserviste (Royal Naval Reserve) en 1945.
Attaché de presse à Paris (1944-1948), il est de 1954 à 1957 le Premier secrétaire et chef de la chancellerie du Golfe Persique.
Assistant Private Secretary to Foreign Secretary (1958-1959), il revient en France en 1959, où de Gaulle, qu'il a connu à Alger, est chef de l'État. Il est conseiller à l'information à l'ambassade britannique.
Chef du département Information Policy and Guidance, Commonwealth Relations Office (1964-1965), délégué au Cabinet Office (1965-1969), il est ambassadeur au Viêt Nam du Sud, pendant la guerre du Viêt Nam menée par les États-Unis, de 1972 à 1974 puis ambassadeur en Grèce après que la « junte des colonels » a dû céder le pouvoir de 1974 à 1978
Deputy Secretary, Cabinet Office (1978-1980), Security Adviser, Northern Ireland Office (1980-1981), Président de CSM Parliamentary Consultants de 1984 à 1996, il est appelé en 1990 à présider la commission chargée d'arrêter la liste des noms qui devront figurer sur les tables du mémorial de Valençay érigé à la mémoire des agents du SOE section F tués au combat ou morts en déportation. Le mémorial sera inauguré le 6 mai 1991.
Le 13 septembre 2002, il meurt à Dorchester, à l'âge de 84 ans.

## Œuvres
- (en) Secret Flotillas. Clandestine Sea Lines to France and French North Africa 1940-1944, HMSO, 1996 ; rééd. en deux volumes, Secret Flotillas, Vol I : Clandestine Sea Operations to Brittany 1940-1944, Vol. II : Clandestine Sea Operations in the Mediterranean, North Africa and the Adriatic 1940-1944, London, Whitehall History Publishing/Frank Cass, 2004.
- (fr) Flottilles secrètes. Les liaisons clandestines en France et en Afrique du Nord, 1940-1944, traduction de l’original anglaisSecret Flotillas par Pierrick Roullet, Éditions Marcel-Didier Vrac (M.D.V.), 2001 ;  (ISBN 2-910821-41-2).
- (en) Mark Seaman (édited by), Special Operations Executive. A new instrument of war, Imperial War Museum, Routledge, 2006. Ch. 3, SOE and Sea Communications, p. 33-46.

## Décorations
Sir Francis Brooks Richards a reçu les distinctions suivantes :
- Royaume-Uni : Chevalier Commandeur de l'Ordre de Saint-Michel et Saint-Georges (KCMG), 1976 (Compagnon, CMG en 1963); Distinguished Service Cross (DSC) and bar, 1943 ; citation (1944)
- France : Chevalier de la Légion d'honneur ; Croix de guerre 1939-1945.

## Sources et liens externes
- (en) Nécrologie du Daily Telegraph du 14/09/2002 sur un site consacré au SOE
- (en) Fiche Richards, Francis Brooks, avec photographies sur le site Special Forces Roll of Honour.
- Article nécrologique écrit par Jacques Isnard, spécialiste des questions de défense, dans Le Monde du 2 octobre 2002
- Libre Résistance, bulletin d'information et de liaison. Anciens des Réseaux de la Section F du SOE (Special Operations Executive), Amicale Buck, numéro 7, novembre 2002
- Notices d'autorité :   - VIAF
  - ISNI
  - BnF (données)
  - IdRef
  - LCCN
  - Belgique
  - Israël
  - NUKAT
  - WorldCat